# LKS Nieciecza
A Ludowy Klub Sportowy Nieciecza egy lengyel labdarúgócsapat, melynek székhelye Nieciecza. A klubot 1922-ben alapították,  először 2015-ben szerepelt a lengyel első osztályban. A klub színei narancssárga-kék. A csapat hazai stadionja, a Stadion Bruk-Bet, amely 2 262 főt képes befogadni.

## Története
1922-ben alapították Nieciecza falujában. 2007-ben még a hatodosztályban szerepelt, a 2010–2011-es szezonban már a második vonal tagja volt. Még öt szezont követően, 2015-ben sikerült a feljutás az élvonalba. A lengyel labdarúgás történetében ilyen alacsony lélekszámú önkormányzati települést és csapatát még nem regisztráltak az élvonalban, korábban a cseh FK Chmel Blšany csapata viselte ezt a címet. A 2020–21-es szezonban a másodosztály második helyén végeztek és sikeresen feljutottak az élvonalba történelmük során másodjára.

### A klub elnevezései
- 1946-tól – LZS Nieciecza
- 2004-től – LKS Nieciecza
- A 2004/2005-ös szezonban – LKS Bruk-Bet Nieciecza
- A 2009/2010 szezonban – Bruk-Bet Nieciecza
- 2010. június 17-től – Termalica Bruk-Bet Nieciecza KS
- A 2016–17-es szezontól – Bruk-Bet Termalica Nieciecza KS

## Jelenlegi keret
2021. július 22-i állapot szerint.
| #  |     | Poszt | Név                 |
| -- | --- | ----- | ------------------- |
| 1  | POL | K     | Łukasz Budziłek     |
| 2  | POL | CS    | Patryk Czarnowski   |
| 3  | POL | V     | Marcin Grabowski    |
| 4  | POL | V     | Jan Klimek          |
| 7  | SVK | CS    | Roman Gergel        |
| 8  | SVK | KP    | Samuel Štefánik     |
| 9  | POL | CS    | Kacper Śpiewak      |
| 10 | POL | KP    | Adam Radwański      |
| 11 | BIH | CS    | Muris Mešanović     |
| 13 | POL | V     | Mateusz Grzybek     |
| 14 | CZE | V     | Adam Hlousek        |
| 16 | POL | KP    | Paweł Żyra          |
| 17 | POL | CS    | Bartosz Snopczyński |
| 18 | POL | KP    | Piotr Wlazło        |
| 19 | CZE | KP    | Michal Bezpalec     |
| 21 | POL | V     | Filip Modelski      |

| #  |     | Poszt | Név                    |
| -- | --- | ----- | ---------------------- |
| 22 | CZE | KP    | Michal Hubínek         |
| 23 | POL | V     | Marcin Wasielewski     |
| 24 | POL | KP    | Ernest Terpiłowski     |
| 26 | POL | KP    | Michał Orzechowski     |
| 27 | POL | V     | Bartosz Kukułowicz     |
| 30 | POL | K     | Krystian Bartoszek     |
| 34 | POL | V     | Tomasz Matuszewski     |
| 66 | CZE | KP    | Martin Zeman           |
| 67 | POL | KP    | Daniel Pietraszkiewicz |
| 70 | POL | K     | Dominik Kąkolewski     |
| 77 | UKR | V     | Artem Putyivcev        |
| 80 | SVK | KP    | Marcel Vasiľ           |
| 87 | POL | KP    | Jakub Pek              |
| 95 | POL | KP    | Sebastian Bonecki      |
| 97 | POL | V     | Wiktor Biedrzycki      |
| 99 | POL | K     | Tomasz Loska           |

## Sikerei
- Tarnów III (VI)
  - 2003-04
- V liga (V)
  - 2006-07
- II liga (III)
  - 2009-10